# Fortune Bay
Fortune Bay är en vik i Kanada.   Den ligger i provinsen Newfoundland och Labrador, i den östra delen av landet, 1 600 km öster om huvudstaden Ottawa.
Runt Fortune Bay är det mycket glesbefolkat, med 2 invånare per kvadratkilometer.